# Амарантеш
Амаранте (порт. Grémio Desportivo Amarante, МФА: [ˈgɾɛ.mi.u dɨʃ.puɾ.ˈti.vu ɐ.mɐ.ˈɾɐ̃.tɨ]) — аматорський кабовердійський футбольний клуб з міста Мінделу, на острові Сан-Вісенті. Входить до невеликого числа команд, які виграли свій перший та єдиний титул з часів здобуття незалежності Кабо-Верде.

## Логотип
Його логотип має щит темно-синього кольору з коротким ім'ям «GDA», який читається зліва направо та внизу, а також коричневого орла, який несе коричневий футбольного м'яча, на якому можна прочитати напис «завжди попереду» (португальською: Semper з Фронтом).

## Стадіон
Клуб базується в місті Мінделу на острові Сан-Вісенте та грає на стадіоні «Ештадіу Муніципал Адеріту Сена», який здатний вмістити 5 000 глядачів. Команда грає разом з Академікою, Кастілью, ФК Дербі та Мінделенше на одному й тому ж стадіоні.

## Виступи в плей-офф
«Амаранте» у сезоні 1998/99 років виграв чемпіонат острову та вийшов до національного чемпіонату. «Амаранте»
зустрівся з командою з острова Фого під назвою «Вулканікуш», перший матч завершився з рахунком 2:0, другий матч завершився з нічийним рахунком та приніс чемпіонство у боротьбі з Вулканікуш. Це був єдиний випадок за всю історію розіграшу турніру, коли команда, яка щойно вийшла до Чемпіоншипу одразу ж перемогла в ньому.

## Досягнення
- Чемпіонат Кабо-Верде: 1 перемога

1999
- Чемпіонат острова Сан-Вісенті: 5 перемог

1944, 1945, 1949, 1961, 1998/99

## Статистика виступів у національних турнірах

### Колоніальна доба
- 1961: Амаранте програв фінальний матч Спортінгу з Праї

### Національний чемпіонат
| Сезон   | Див.    | Міс.    | Іг. | В | Н | П | ЗМ | ПМ | РМ | О  | Примітки         | Плей-офф |  |
| ------- | ------- | ------- | --- | - | - | - | -- | -- | -- | -- | ---------------- | -------- |  |
| 1999    | 1A      | 1       | 6   | 4 | 1 | 1 | 8  | 5  | +3 | 13 | вийшов до фіналу | Чемпіон  |  |
| Всього: | Всього: | Всього: | 6   | 4 | 1 | 1 | 8  | 5  | +3 | 13 |                  |          |  |

## Місцевий (острівний) чемпіонат
| Сезон   | Див. | Міс. | Іг. | В | Н | П | ЗМ | ПМ | РМ | О  | Кубок | Примітки |
| ------- | ---- | ---- | --- | - | - | - | -- | -- | -- | -- | ----- | -------- |
| 2013-14 | 2    | 4    | 14  | 6 | 0 | 8 | 25 | 18 | +7 | 18 |       |          |
| 2014-15 | 2    | 3    | 14  | 5 | 6 | 3 | 22 | 19 | +3 | 21 |       |          |

## Деякі статистичні дані
- Найкраще досягнення: 1-ше (національний чемпіонат)
- Загальна кількість перемог: 4 (національний чемпіонат)
- Найбільша кількість забитих м'ячів: 8 (національний чемпіонат в 1999 році)
- Найбільша кількість набраних очок: 13 (національний чемпіонат)
- Всього виступів: 2 (національний чемпіонат)